# Halls Crossing
Halls Crossing é uma Região censo-designada localizada no estado norte-americano de Utah, no Condado de San Juan.

## Demografia
Segundo o censo norte-americano de 2000, a sua população era de 89 habitantes.

## Geografia
De acordo com o United States Census Bureau tem uma área de
45,3 km², dos quais 34,2 km² cobertos por terra e 11,1 km² cobertos por água. Halls Crossing localiza-se a aproximadamente 1171 m acima do nível do mar.

## Localidades na vizinhança
O diagrama seguinte representa as localidades num raio de 68 km ao redor de Halls Crossing.